# Turismo en Rumania

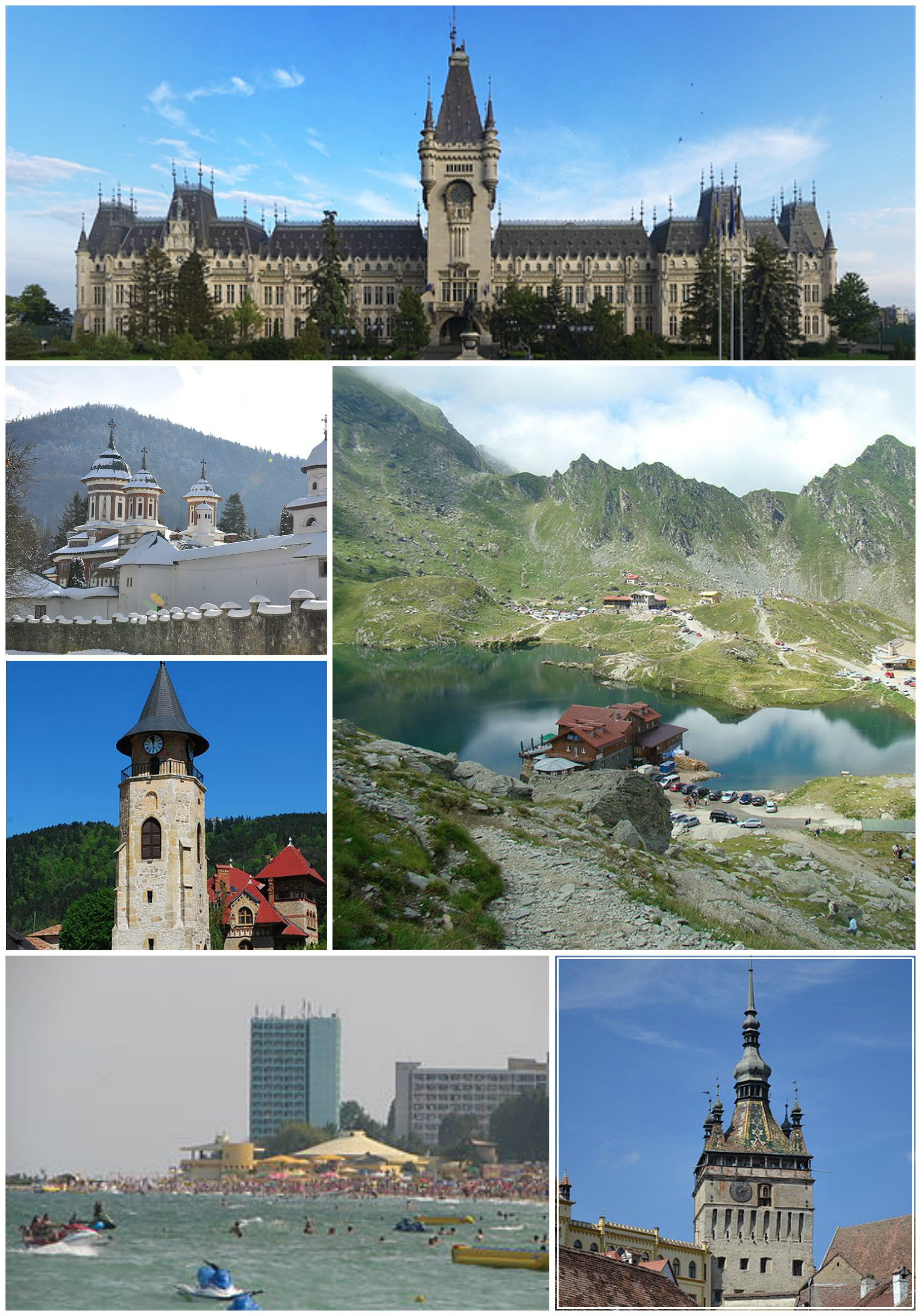
En sentido horario: Palacio de la Cultura de Iaşi, Monasterio de Sinaia, Lago Bâlea, Torre de Esteban III en Piatra Neamţ, playa de Neptun, Torre de Sighişoara.

El turismo en Rumanía está aún en desarrollo. El país goza de una variedad de bellezas naturales para disfrutar, como montañas, volcanes, playas, mares, aguas saladas, aguas termales, el delta del Danubio, grutas y balnearios muy pintorescos. Los visitantes también pueden deleitarse con la cultura al visitar sus ciudades medievales y monasterios o disfrutar del folclore de cada región. 

## Zonas turísticas
Rumanía está compuesta por tres regiones históricas: Moldavia, Valaquia y Transilvania. Las tres pertenecieron a distintos países durante siglos, así que ofrecen una cultura rica en diferentes estilos, tanto en arquitectura como en folclore. 

### Regiones ricas culturalmente
Aunque todas las áreas rurales de Rumania tienen una mezcla de tradición y modernidad, los trajes tradicionales, las costumbres y las artesanías están mejor representadas en el norte del país, en los condados de Suceava, Maramureş y País Oaș. En esta zona se puede observar la arquitectura rural en las casas e iglesias de madera con puertas esculpidas. Las personas visten los trajes tradicionales de cada región y se las puede ver transportándose en carros.
|  | Cozonac y otras pasteles |

Otro aspecto destacable, sobre todo para los turistas, es la gastronomía de Rumanía, que guarda aún las recetas tradicionales sin elementos artificiales.
Asimismo, se pueden encontrar numerosos yacimientos arqueológicos de gran interés turístico, como las fortalezas dacias de los Montes de Orastia, las Ruinas de Istros, vestigios romanos, el Castillo de Porolissum, Sucidava, etc.

## Iglesias y monasterios

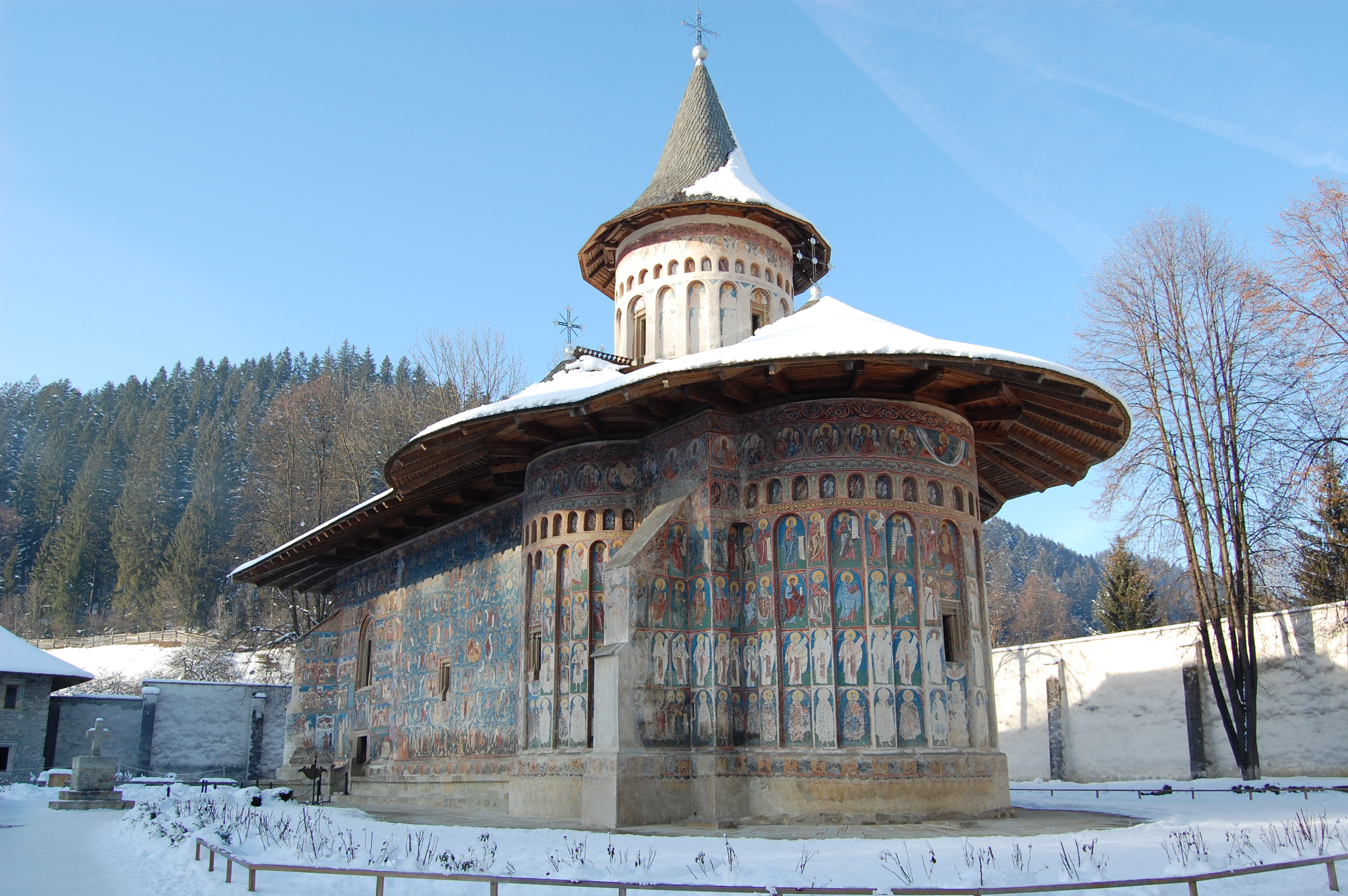
Monasterio de Voroneţ.

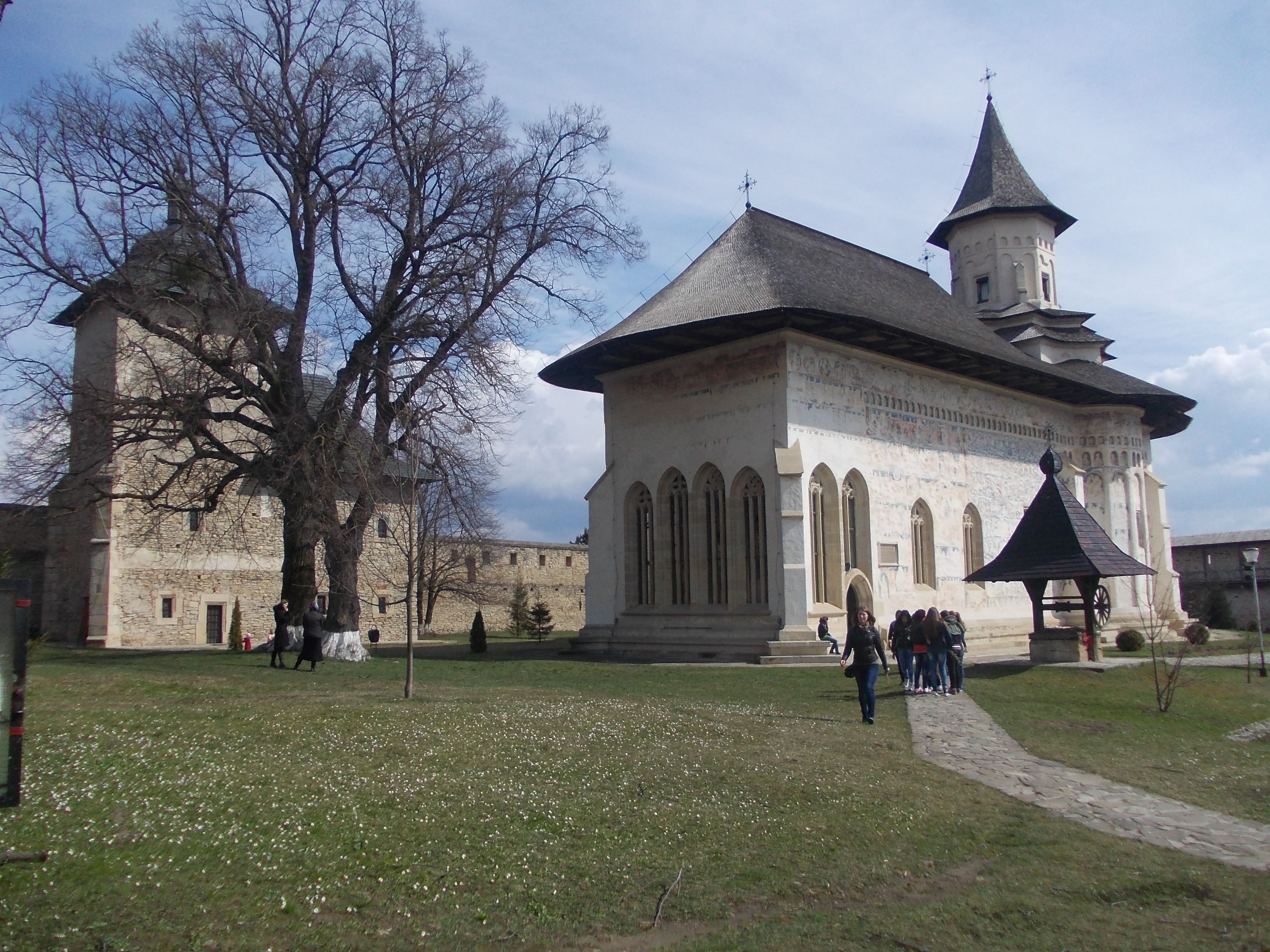
Monasterio de Probota.

En las tierras del norte de RumanÍa, más precisamente en el distrito de Suceava (región de Moldavia), se encuentran valiosos templos religiosos que desde el año 1993 forman parte de nuestro Patrimonio de la Humanidad. Se trata de siete iglesias ortodoxas construidas entre los siglos XV y XVI, que lucen en sus muros exteriores preciosos frescos antiguos, considerados auténticas obras artísticas.

### Monasterios fortificados de Moldavia
Moldavia es una verdadera tierra de monasterios, algunos de ellos parte del patrimonio de la humanidad. Los monasterios fortificados de Moldavia están construidos en un estilo arquitectural autóctono, llamado estilo moldavo, que tiene rasgos de gótico, románico, bizantino y un importante elemento autóctono. Muchos de estos monasterios fueron edificados por Esteban el Grande de Moldavia.
Entre los monasterios más turísticos destacan:
- Voronet, Sucevita, Moldovita y Probota: monasterios con pintura mural exterior que son Patrimonio de la Humanidad por la UNESCO.
- Neamţ, Putna y Dragomirna: monasterios grandes en estilo moldavo pero sin pintura exterior.
- Agapia: su pintura interior está realizada por Nicolae Grigorescu.
- Pângăraţi, Sihla, Secu.

### Iglesias de madera de Maramureș

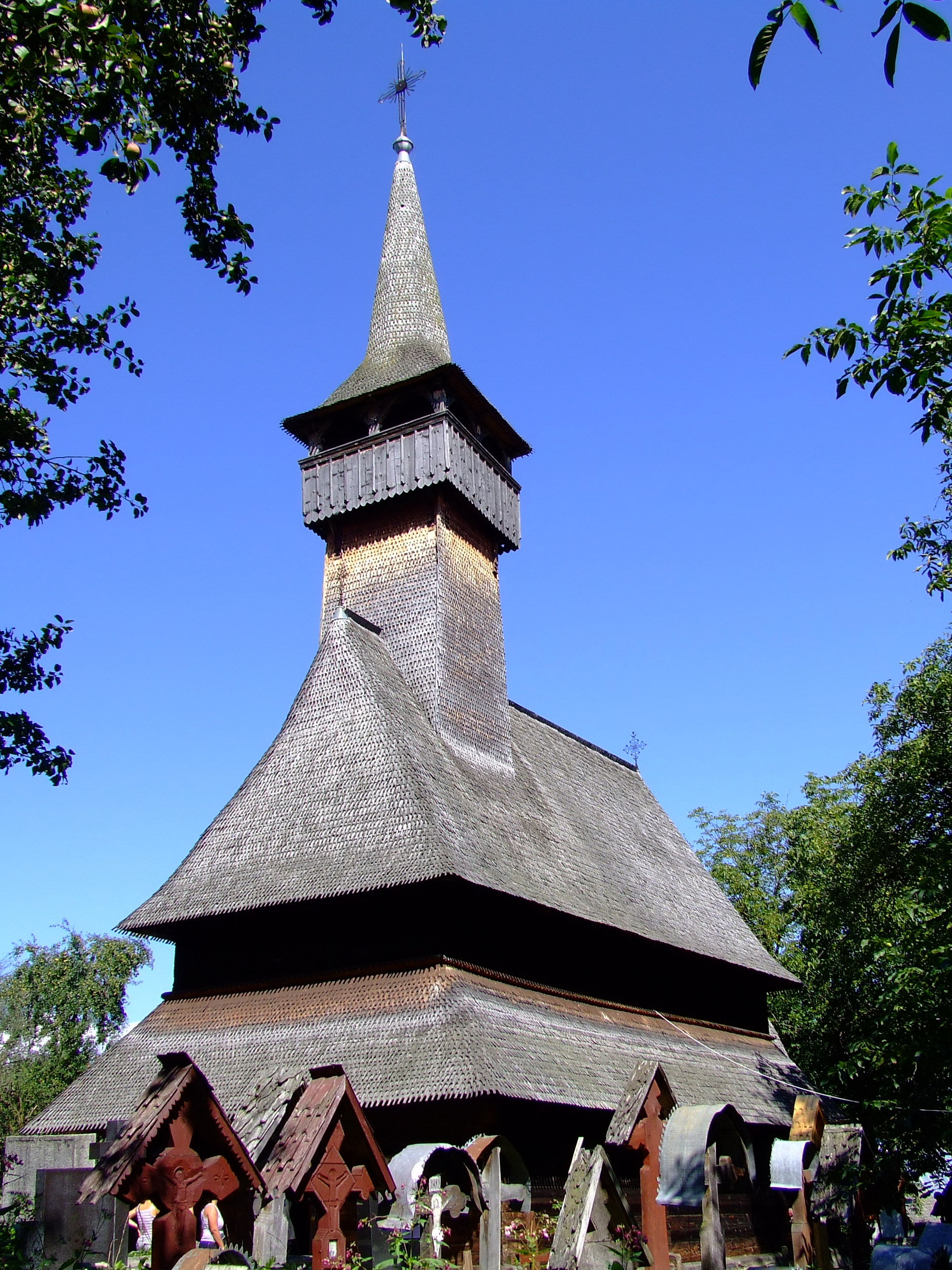
Iglesia de Ieud.

Son una obra maestra de arte popular. Su belleza, antigüedad y altura hizo que entraran en la lista de la UNESCO. Se pueden encontrar en: Bârsana, Budeşti, Deseşti, Ieudf, Plopiş, Poienile Izei, Rogoz y Şurdeşti.

### Iglesias fortificadas de Transilvania
Pertenecen a la lista de la UNESCO y la mayoría son iglesias sajonas: Biertan, Câlnic, Prejmer, Saschiz, Valea Viilor, Viscri y Dârjiu; esta última es una iglesia szekely. 

### Iglesias y monasterios de Valaquia

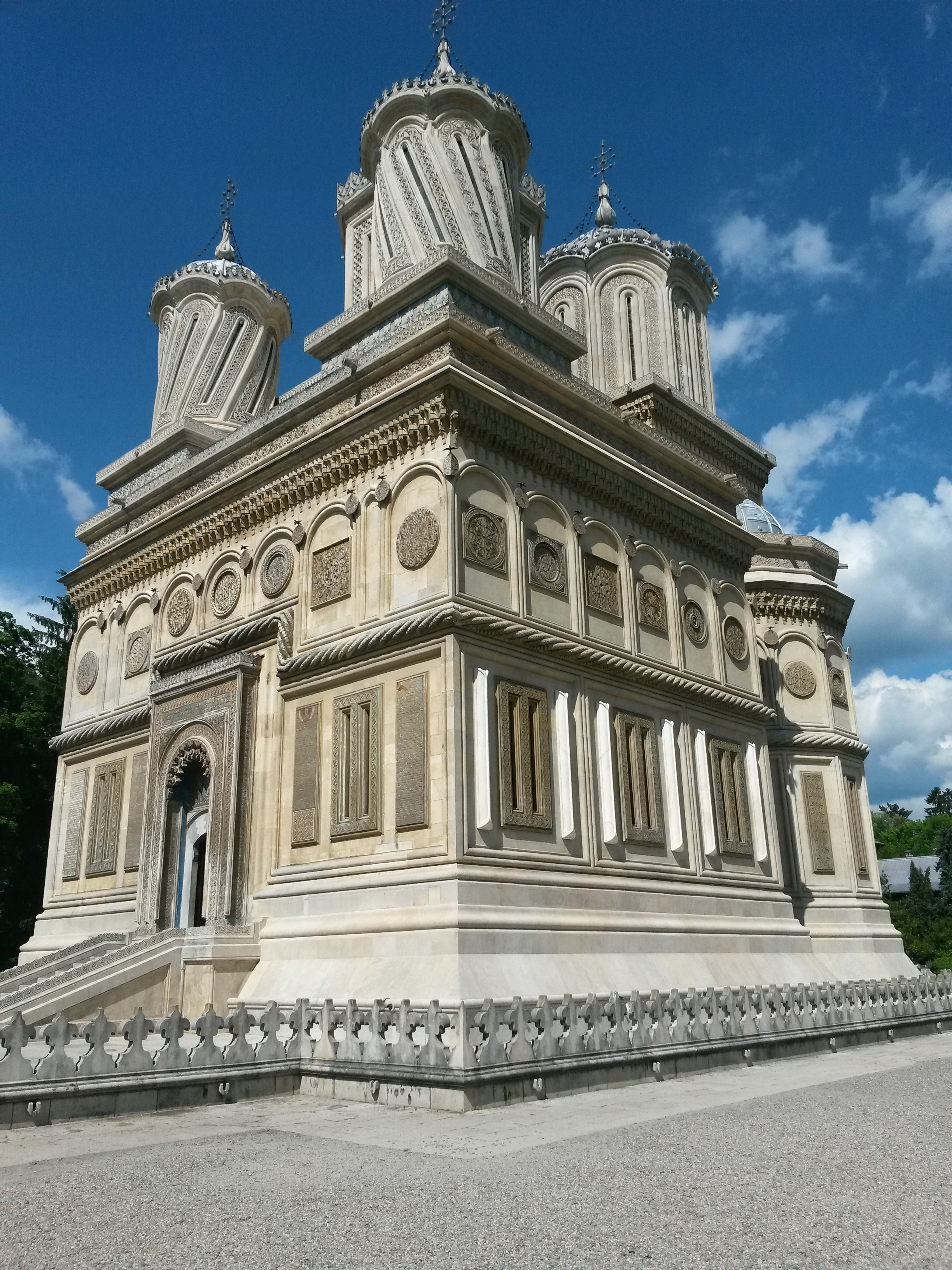
Monasterio de Curtea de Arges.

Si en Moldavia los monasterios eran construidos en estilo moldavo, aquí, en Valaquia, están construidos en estilo brâncovenesc, otro estilo específico rumano.
- Monasterio de Horezu, que está en la lista de la UNESCO.
- Monasterio Cozia, un monasterio grande, situado a la orilla del río Olt.
- Monasterio real de Curtea de Argeş.

### IglesiaTrei Ierarhide Iaşi
Es una iglesia única por sus adornos finos y está situada en el centro de la ciudad de Iași.

### Iglesia de Densuş

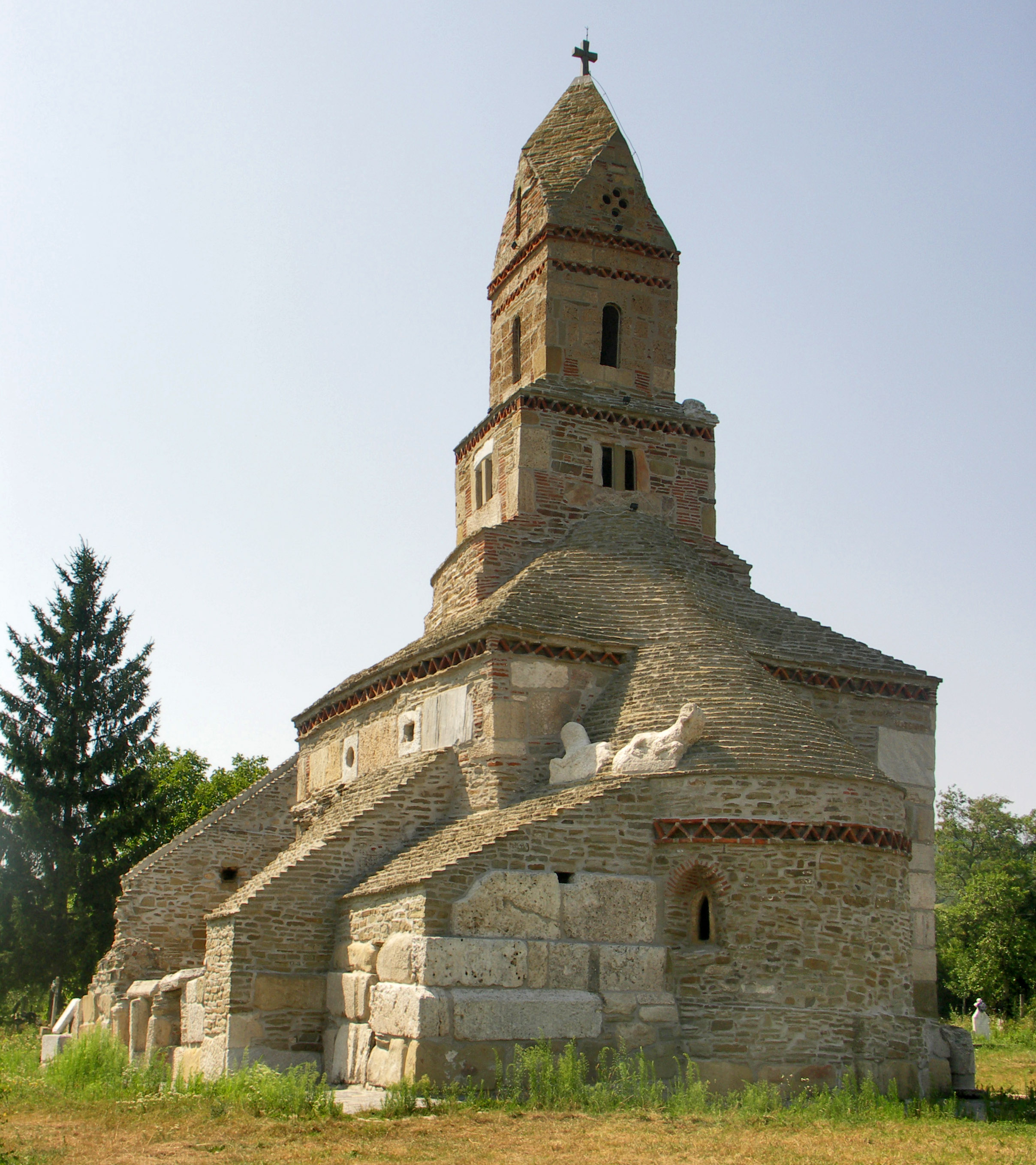
Iglesia de Densuş.

Es una de las más antiguas iglesias de rito bizantino de Rumania. Está construida de piedras que han sido traídas de las ruinas de la ciudad antigua dacia Ulpia Traiana Sarmizegetusa. El aspecto es único y también raro, pero se le ven restos del estilo románico tardío.

## Castillos y palacios
- Castillo de Bran o castillo del conde Drácula: es tal vez el punto de interés principal en el turismo rumano.
- Castillos de Neamţ y Suceava: castillos medievales construidos por Esteban el Grande para defender Moldavia.
- Castillo Poenari.
- Corte real de Valaquia en Târgovişte.
- Castillos de Transilvania: Făgăraş, Râşnov, Hunedoara, Rupea, Alba Iulia, Braşov, Colţ, Deva.[1]
- Palacio Peleş: edificado por los reyes rumanos, es considerado uno de los palacios más bellos de Rumania.
- Palacio de la Cultura de Iași, situado en el lugar donde existieron antes las cortes reales de Moldavia.
- Castillo Iulia Hașdeu. Es un castillo construido en el estilo folly, una de las dos construcciones que están realizadas según las indicaciones de un espíritu (la segunda construcción es la tumba de Iulia Hasdeu).
- Castillo Sturdza, castillo situado cerca de Iaşi, considerado una joya arquitectónica.

|  |  |

## Turismo urbano
- Bucarest es la capital y la mayor ciudad de Rumania. Es la ciudad que recibe la mayor cantidad de turistas cada año. La ciudad impresiona con su grandeza, con los edificios de cada época, modernos, de la época de Ceauşescu, tradicionales en estilo brâncovenesc y también se nota el aire balcánico. Aquí se encuentra, también, el segundo edificio más grande del mundo, el Palacio del Parlamento. El turista puede visitar el casco antiguo de la ciudad, la calle Victoria, donde se encuentran la mayoría de los edificios monumentales de la ciudad.

- Iaşi, ex-capital del Principado de Moldavia y de Rumania, es la principal ciudad del noreste de Rumania. Es la ciudad de las iglesias y la capital de la cultura rumana; aquí vivieron la mayoría de las poetas y escritores rumanos. La ciudad tiene un aire único, una ciudad tranquila llena de edificios históricos y parques.

- Timişoara es la capital del Banato, una ciudad grande con muchos edificios históricos y una mezcla de culturas: rumana, serbia, sajona y húngara.

- Cluj Napoca, Oradea y Alba Iulia son ciudades transilvanas de gran belleza arquitectónica, una mezcla de cultura rumana y húngara. En la ciudad de Alba Iulia se puede visitar el castillo Alba Carolina (una ciudad medieval que fue construida en el lugar donde había un castillo romano, del cual aún quedan vestigios) y la Catedral de la Gran Unión Rumana.

- Braşov, Sighişoara y Sibiu son algunas de las más bellas ciudades de Rumania, donde la herencia sajona dejó unos cascos antiguos hermosos y bien conservados. En estas ciudades a cada paso se pueden encontrar rasgos de historia medieval, casas antiguas, calles estrechas, torres de defensa, fortificaciones e iglesias antiguas.

- Brăila (a orillas del Danubio) y Craiova (capital de Oltenia) son otras ciudades de sur de Rumania que destacan por la belleza de la arquitectura.

## Montaña
Debido a que un tercio de la superficie del país está compuesta por montañas, en Rumanía hay muchas estaciones de esquí y lugares donde se práctica el montañismo. 
La principal región turística de este tipo se encuentra en Valea Prahovei, en el condado de Prahova y en el condado vecino, Braşov. Los principales pueblos de esta región turística son: Sinaia, Buşteni, Predeal y Poiana Braşov. Cerca de Buşteni hay 2 formaciones rocosas famosas por su aspecto: Sfinxul (la esfinge) y Babele (las ancianas).

La esfinge de Buşteni.

Otras estaciones de esquí famosas son: Borşa en Maramureş, Vatra Dornei y Durău en Moldova, Băile Tuşnad, Covasna y Victoria en Transilvania, Rânca en Oltenia o Semenic en Banato.

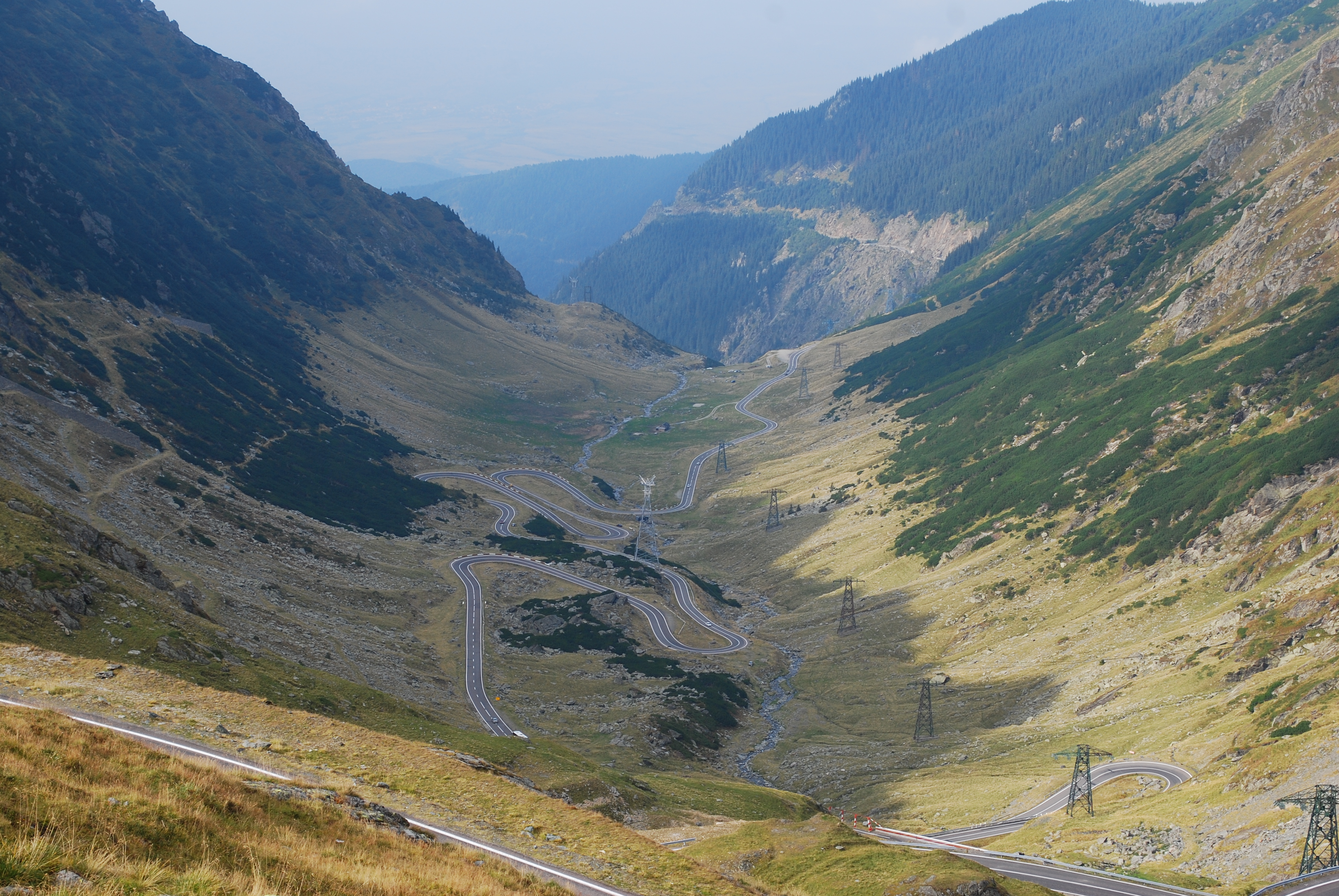
Transfăgărășan.

La carretera Transfăgărășan cruza los Cárpatos y representa una gran atracción turística por los paisajes. Está abierta solo los 3 meses de verano y coronando las montañas se encuentra el lago Bâlea.

## Playas
A pesar de no tener un clima muy caluroso y de no tener mucha playa, el litoral rumano es el sector turístico mejor desarrollado. Atrae cada verano muchos turistas de Rumania, Moldavia y Ucrania.
En la actualidad, quedan muy pocas playas vírgenes; solo en los pueblos de Corbu, Vadu y Sfântul Gheorghe.
La mayoría de las playas se encuentran en resorts modernos, edificados en la época de Ceauşescu y que reciben nombres de dioses romanos: Neptuno, Olimp, Aurora, Venus, Saturno, Júpiter, etc. Los pueblos costeros —Costineşti, Vama Veche— son lugares preferidos por los jóvenes y estudiantes. Aquí hay muchos lugares para acampar, muchas discotecas y moteles baratos. A menudo se puede encontrar gente durmiendo en la playa o personas que practican el nudismo. La pequeña playa del pueblo de 2 Mai es exclusivamente para personas que practican el nudismo. El mayor resort de Rumanía se encuentra al lado de la ciudad de Constanţa y es además el más caro. En Mamaia se encuentran un parque de atracciones y muchas discotecas, donde actúan los grupos y los cantantes más famosos de Rumanía en el verano.
|  |  |

Una playa más remota se encuentra en el pueblo Sulina, pueblo que está situado donde el Danubio se une con el Mar Negro. Allí sólo se puede llegar en barco desde Tulcea. Está a unos 50 km de la carretera más cercana.

## Delta del Danubio

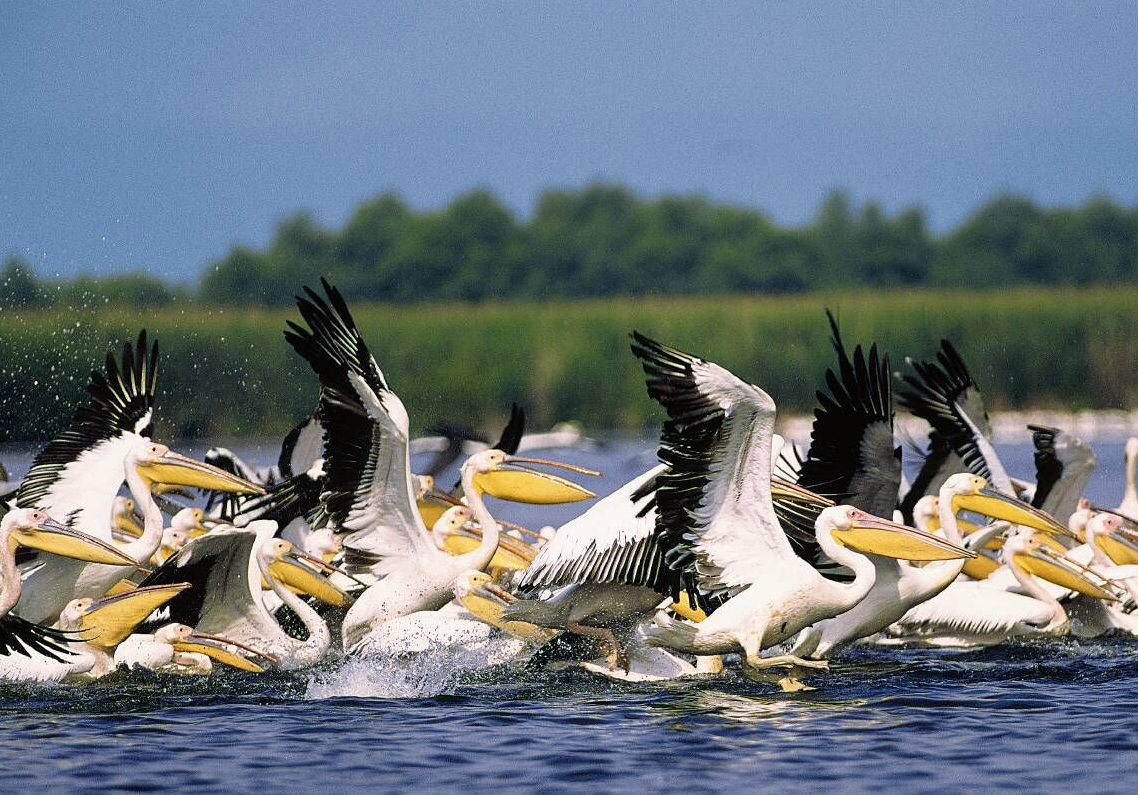
Pelícanos en el delta del Danubio.

Constituye el mayor y mejor conservado de los deltas fluviales europeos. Es una gran reserva natural, donde se puede encontrar un gran número de pájaros, peces, anfibios e insectos. Por la belleza de sus paisajes, ya sea para admirar los pájaros o para pescar, Rumanía atrae cada año un gran número de turistas.

## Turismo rural
El turismo rural es un sector que se ha desarrollado en los últimos años. Las residencias rurales que se dedicaron al turismo se encuentran más bien en las áreas montañosas, debido a que en estas regiones se preservó mejor el folclore y, sobre todo, los turistas gozan de los pintorescos paisajes y del aire rico en ozono. 
La aldea de Ciocăneşti, en el condado de Suceava, está declarada aldea-museo.

## Otras atracciones
Otras atracciones del turismo rumano son las grutas, las cascadas, los balnearios, las minas de sal, las reservas naturales y los volcanes de barro.

### Volcanes de barro

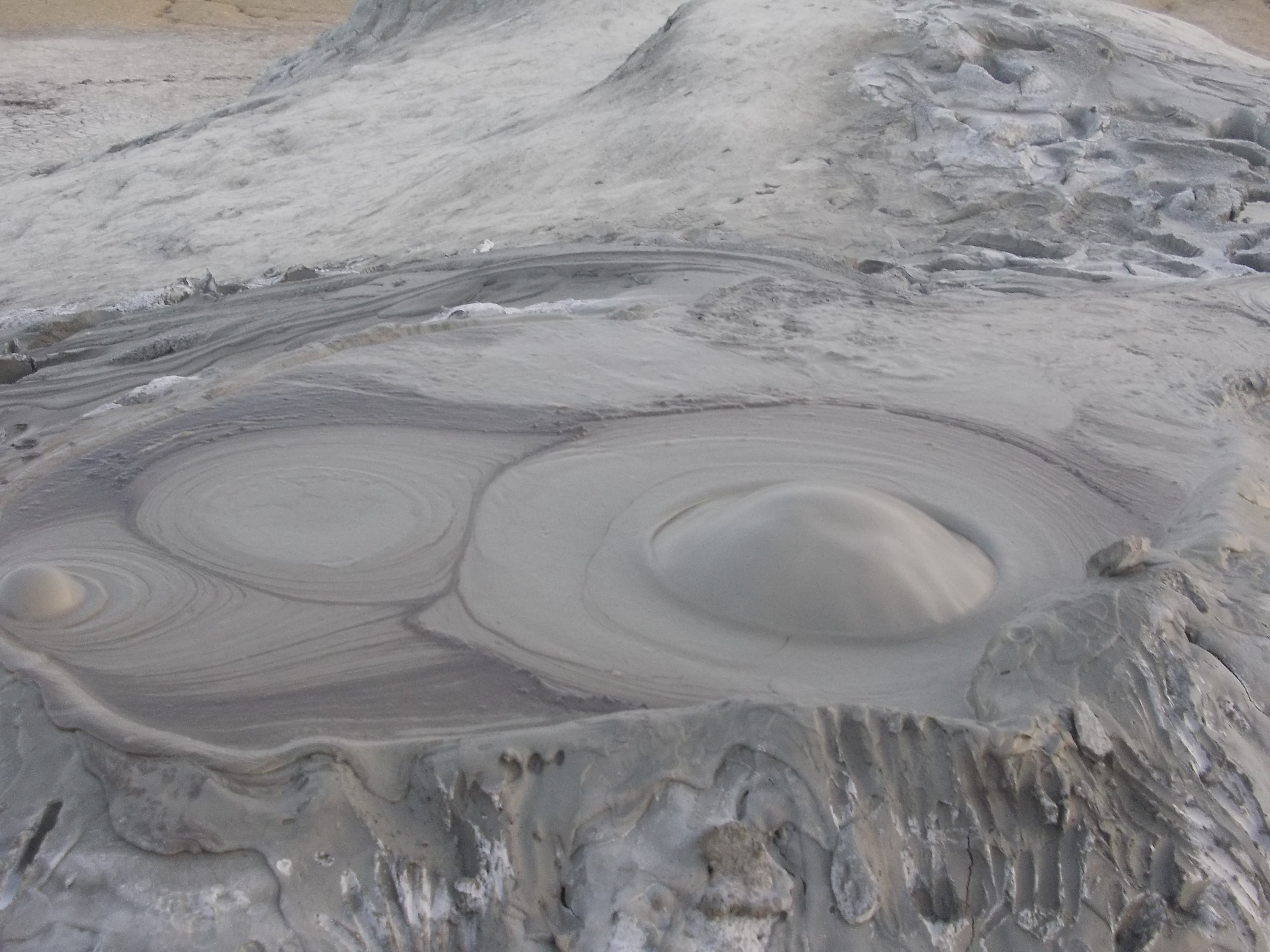
Volcán de barro en Berca.

Los volcanes de barro se encuentran en dos pequeñas reservas naturales (Pâclele Mari y Pâclele Mici) en el Condado de Buzău, en los límites administrativos del pueblo de Berca. Los volcanes de barro son muy raros en el continente europeo. Hay sólo unos pocos en Italia, Rusia y Moldavia.

### Balnearios
En los lugares donde se encontraron manantiales con agua mineral, agua termal o lagos y ríos salados se han construido balnearios.
Pueblos con balnearios encontramos en: Băile Herculane, Băile Felix, Techirghiol, Sovata, Slănic Moldova, Amara, entre otros.

### Minas de sal

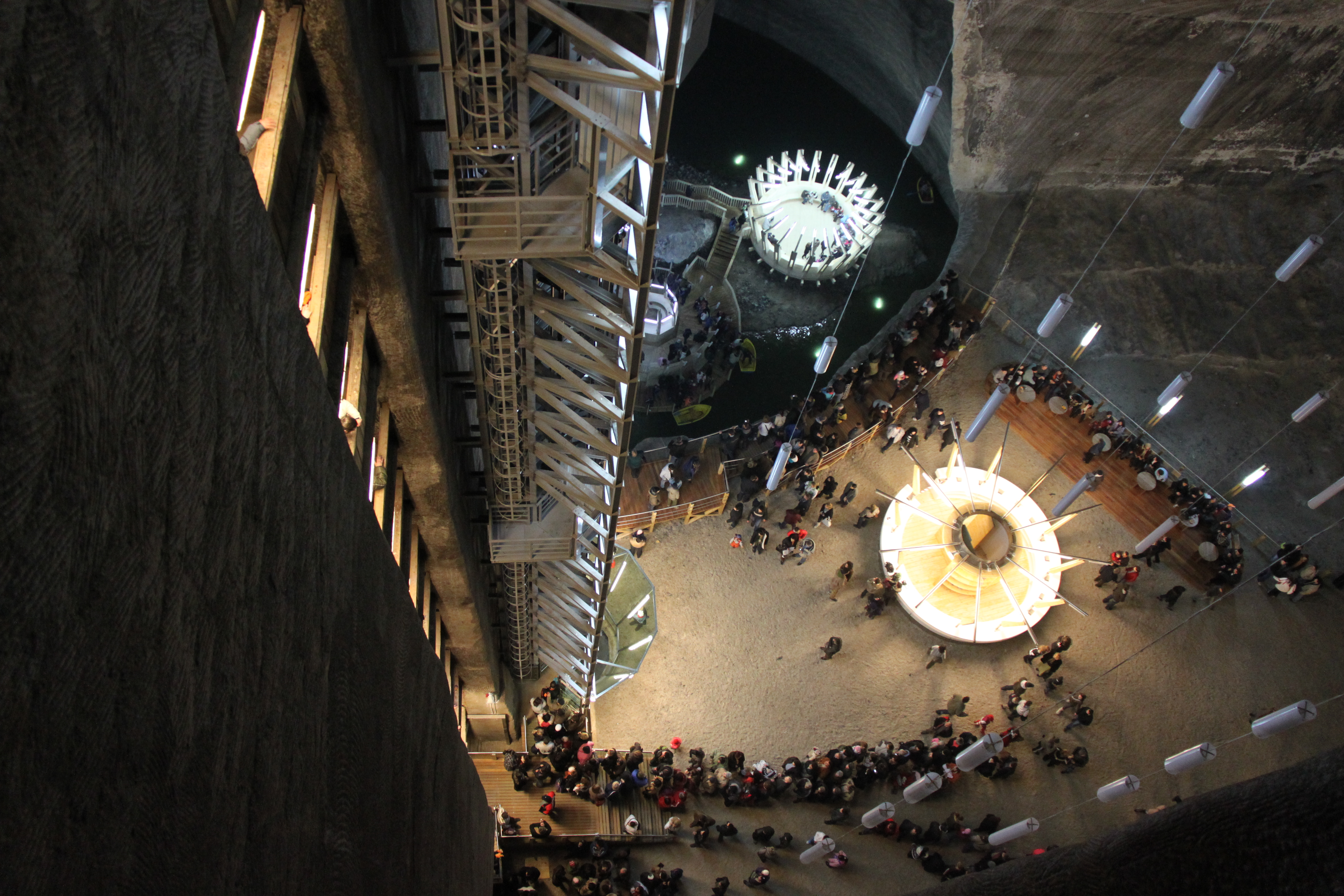
Mina de sal de Turda.

Algunas minas de sal, después de su explotación, han sido organizadas para el turismo y para curar enfermedades respiratorias. Las minas de sal las podemos encontrar en Târgu Ocna, Cacica, Slănic, Praid o Turda.